# Lago Coghinas
Il lago Coghinas (in gallurese: Lagu di Cucina, in sassarese: Lagu di Cuzina) è collocato nel territorio del Monteacuto a cavallo tra la città metropolitana di Sassari e la provincia della Gallura Nord-Est Sardegna, di cui ne delinea parzialmente i confini. 
È un bacino artificiale realizzato nel 1927 dallo sbarramento dell'omonimo fiume (che è la confluenza del rio Mannu di Berchidda e del rio Mannu di Ozieri) presso la stretta del Muzzone, formata dalle gole del Limbara. La diga, lunga 185 metri ed alta 58, è chiamata Díana.
Con la sua costruzione è stata sommersa l'antica chiesa della frazione Sa Sia che portò nel 1929 alla costruzione del nuovo edificio di culto sempre intitolato a san Pietro. 
Il lago ha una capacità di 254 milioni di metri cubi d'acqua, che permettono il funzionamento della centrale idroelettrica costruita nel 1924, durante la politica di autarchia energetica del fascismo.
L'ambiente naturale circostante è caratterizzato da macchia mediterranea, boschi di lecci e sugherete. Nonostante sia un invaso artificiale, come la grande maggioranza dei laghi sardi, sono presenti numerose specie di volatili e della fauna acquatica.
Sulle sponde del lago lato Tula sono presenti alcune strutture ricettive, fra le quali un bar, un ostello, un centro velico ed un punto noleggio barche. Nelle sue acque è possibile pescare l'anguilla sarda, persico trota, persico reale, persico sole, pesce gatto, carpe e gamberi della Louisiana

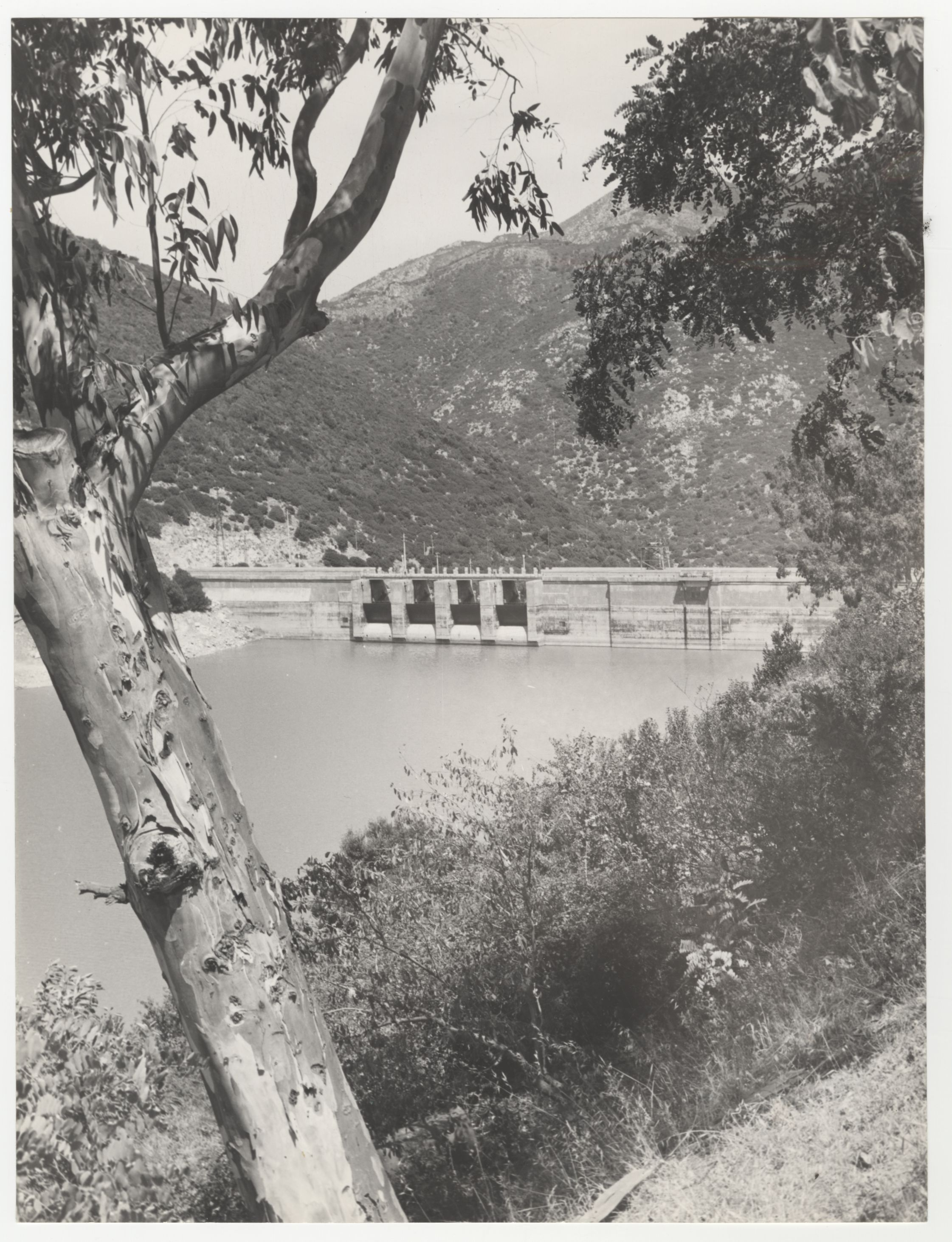
La diga di Muzzone nel 1965 in una immagine dall'Archivio storico del Touring Club Italiano
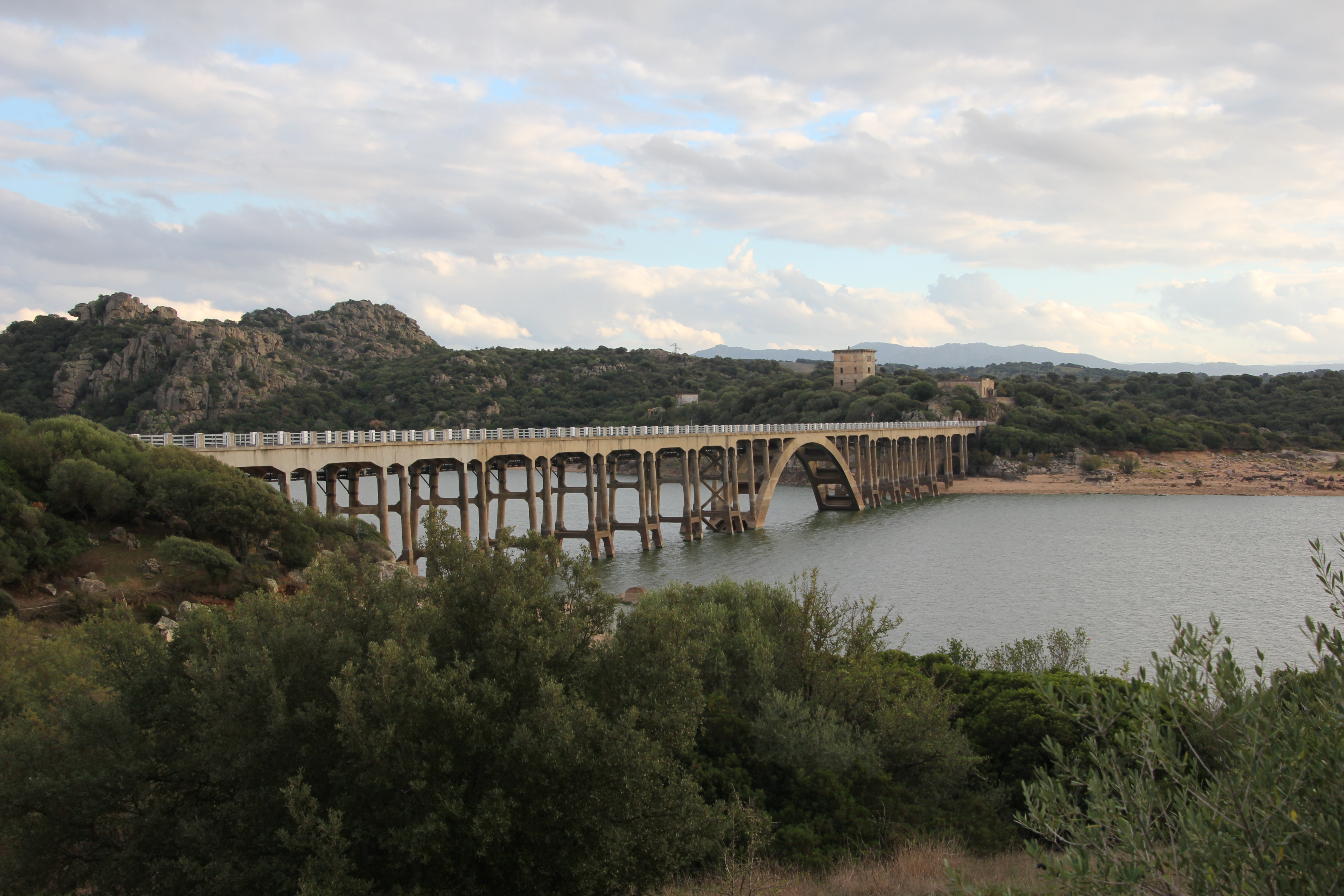
Il ponte Diana che attraversa il lago sul lato orientale